# 热内拉克 (吉伦特省)
热内拉克（法語：Générac，法語發音：[ʒeneʁak]）是法国吉伦特省的一个市镇，属于布莱区。

## 地理
热内拉克（45°10'46"N, 0°32'48"W）面积9.44 平方千米，位于法国新阿基坦大区吉倫特省，该省份为法国西南部沿海省份，是法國本土面积最大的省，北起滨海夏朗德省，西临大西洋，南至朗德省，东南接洛特-加龍省，东临多爾多涅省。
与热内拉克接壤的市镇（或旧市镇、城区）包括：康皮尼昂、圣吉龙代盖维韦、圣保罗、索贡。

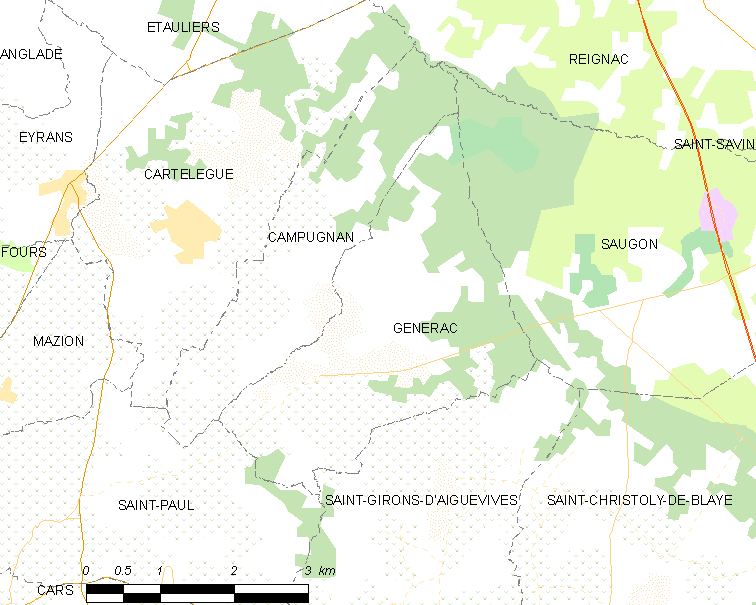
的OSM定位图

热内拉克的时区为UTC+01:00、UTC+02:00（夏令时）。

## 行政
热内拉克的邮政编码为33920，INSEE市镇编码为33184。

## 政治
热内拉克所属的省级选区为北吉伦特县。

## 人口

1962-2008年间人口变化图示

热内拉克于2022年1月1日时的人口数量为551人。